# Compagnie des chemins de fer de l'Ouest
La Compagnie des chemins de fer de l'Ouest (CF de l'Ouest), également connue sous le nom de L'Ouest ou Ouest, était une compagnie ferroviaire en France.
Elle a été créée en 1855 par la fusion de plusieurs compagnies ferroviaires desservant la Normandie ainsi que la Bretagne et rachetée en 1909 par l'Administration des chemins de fer de l'État.

## Genèse
En 1835, les frères Pereire firent campagne pour la création d'une ligne de chemin de fer pour les passagers entre Paris et Saint-Germain-en-Laye. Par une loi du 9 juillet 1835, cette autorisation leur fut accordée et la Compagnie du chemin de fer de Paris à Saint-Germain autorisée le 4 novembre 1835. La ligne, qui s'arrêtait au Pecq, a été inaugurée le 8 août 1837 et ouverte au public le 26 août 1837.
Une ordonnance du 24 mai 1837 approuva l'adjudication de deux lignes de chemins de fer de Paris à Versailles, l'une, par la rive droite, l'autre, par la rive gauche de la Seine.
Le 11 juin 1842, une loi prescrivit l'établissement d'un système de chemins de fer, principalement centré sur Paris, laissant un vide entre Nantes et Rouen. Cette lacune fut comblée le 26 juillet 1844, par l'ajout d'une ligne de chemin de fer de Paris à Rennes, aussi appelé Chemin de fer de l'Ouest.
Deux ans plus tard, le 21 juin 1846, une loi autorisa le ministre des travaux publics à concéder directement le Chemin de fer de Versailles à Rennes par Chartres, le Mans, Sillé-le-Guillaume et Laval, avec embranchements du Mans sur Caen, et de Chartres sur Alençon à MM. Émile Pereire, Adolphe d'Eichthal et Tarbé des Sablons, sous la réserve de dissoudre et de liquider les deux compagnies de chemins de fer de Paris à Versailles. Cette loi imposait, en outre, le raccordement des deux lignes de chemins de fer de Paris à Versailles pour que celui de Versailles à Rennes, ait deux entrées dans Paris, l'agrandissement des gares Saint-Lazare et du Maine et la construction d'une gare de marchandises et d'ateliers à proximité de cette dernière.
Ce projet échoua en raison du refus des actionnaires du chemin de fer de Paris à Versailles rive gauche, de ratifier les conventions passées entre les deux compagnies et le ministre des travaux publics, lors d'une assemblée générale tenue le 13 décembre 1847. Dès lors, le gouvernement tenta, sans succès en raison des suites du krach de 1847, de concéder le chemin de fer de l'ouest par voie de publicité et de concurrence, comme l'y autorisait l'article 5 de la loi du 21 juin 1846.
Finalement, la concession fut accordée directement à MM. Peto et consorts par un décret du 16 juillet 1851, pris en application d'une loi du 13 mai 1851. Cette loi accorda aux mêmes l'exploitation du chemin de fer de Paris à Versailles par la rive gauche et autorisa la concession d'un embranchement destiné à raccorder les deux chemins de fer de Paris à Versailles. Le décret du 16 juillet accorda, toujours aux mêmes, la concession du raccordement des lignes de Paris à Versailles, la jouissance et l'exploitation du chemin de fer de Paris à Versailles par la rive droite et régla les péages dus à la compagnie du chemin de fer de Paris à Saint-Germain, pour l'utilisation de ses voies entre Paris et Asnières.
Enfin, MM. Peto et consorts constituèrent, par des actes passés les 20 et 26 janvier 1852 devant notaires, une société anonyme sous la dénomination de "Compagnie du chemin de fer de l'Ouest". Celle-ci fut autorisée par un décret du 27 janvier de la même année.
Napoléon III, à son arrivée au pouvoir, vit tout l'intérêt du chemin de fer pour le développement économique. Des 27 compagnies privées qui existaient en 1851, le gouvernement impérial allait en faire six.

## Création

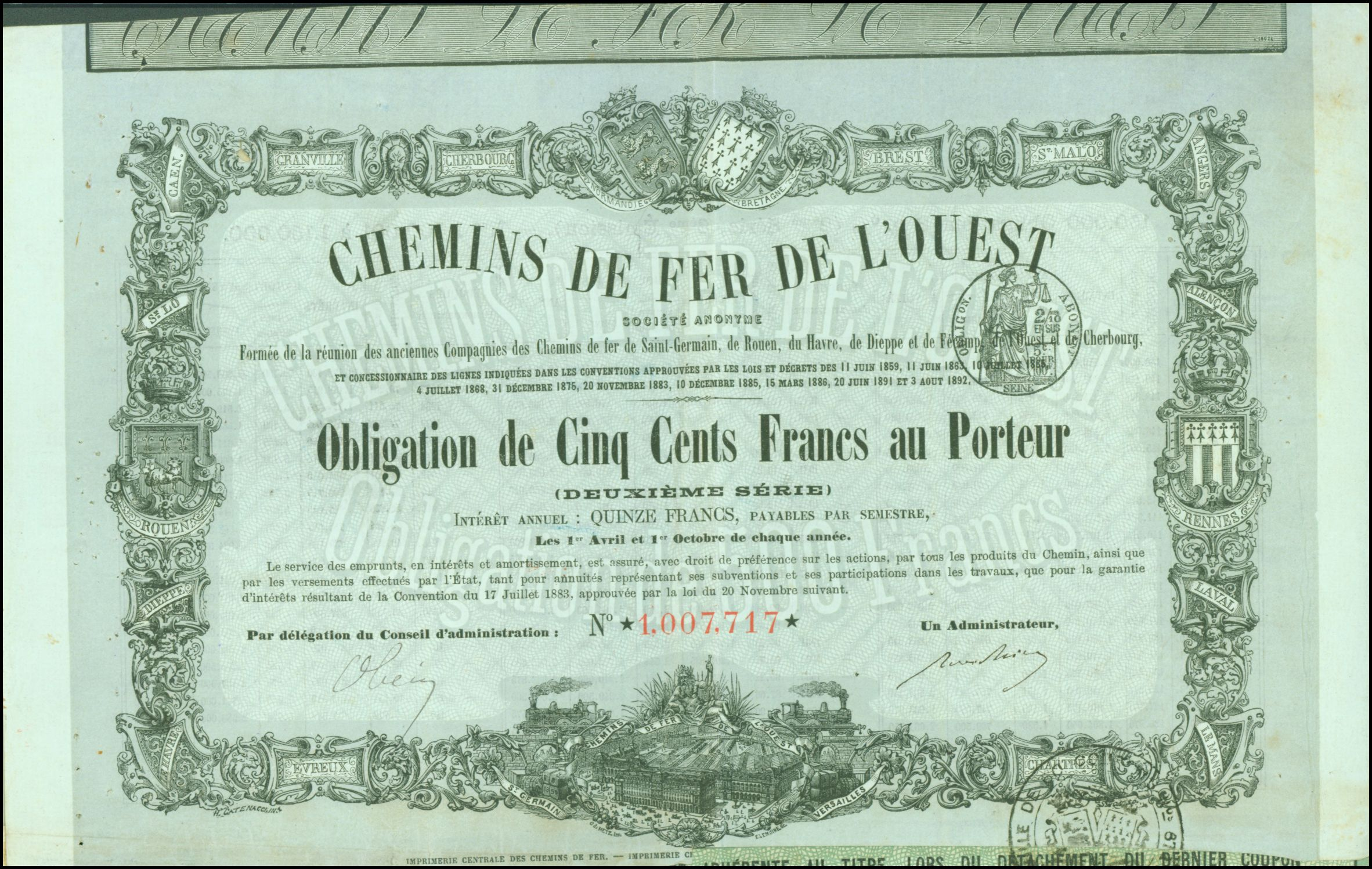
Obligation de la Compagnie des Chemins de Fer de l'Ouest en date du 3 août 1892.

La compagnie des chemins de fer de l'Ouest est autorisée le 16 juin 1855 à la suite de la fusion, intervenue le 2 mai 1855, des concessions des compagnies de chemin de fer suivantes :
- de Paris à Saint-Germain avec ses embranchements ;
- de Paris à Rouen ;
- de Rouen au Havre ;
- de l'Ouest ;
- de Paris à Caen et à Cherbourg (alors en construction) ;
- de Dieppe et de Fécamp .

Le gouvernement impérial imposa alors la construction des lignes suivantes :
- d'Argentan à Granville ;
- de Rennes à Brest ;
- de Rennes à Saint-Malo ;
- de Rennes à Redon ;
- du Mans à Angers ;
- de Serquigny à Rouen ;
- de Lisieux à Honfleur ;
- de Mézidon au Mans.

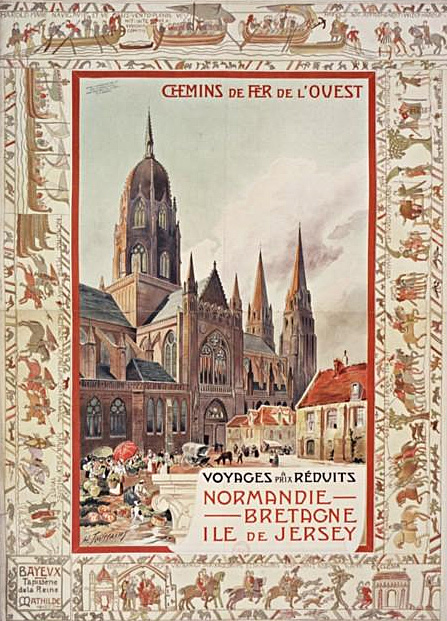
Affiche d'Henri Toussaint (1900).

Le gouvernement, qui avait promis ces lignes, ne voulut pas entendre parler de résiliation et en 1859 une convention apporta la garantie de l'État aux emprunts des compagnies pour ces lignes.
Le plan Freycinet du gouvernement de la Troisième République imposa également la construction de plusieurs lignes secondaires en 1878. Ce plan intervint dans le contexte d'une dépression économique européenne, d'une baisse de la croissance et d'une hausse du chômage. Le lancement de nouvelles lignes procède d'une volonté de travaux publics du gouvernement avec le but affiché de relancer l'économie.
Les difficultés de la Compagnie des chemins de fer de l'Ouest furent telles qu'en 1908, l'État procéda au rachat du réseau au travers de l'Administration des chemins de fer de l'État. Le rachat fut voté le 13 juillet, avec effet au 1er janvier 1909. Cette administration avait été créée par décret le 25 mai 1878 afin de reprendre l’exploitation des lignes de dix compagnies concessionnaires défaillantes situées dans l'Ouest de la France.
Les archives de cette compagnie rapportent des pertes sévères, avec une subsistance de documents sur la voie et les bâtiments[réf. nécessaire].

### Compagnie du chemin de fer de l'Ouest (Paris à Versailles RG et RD)
Aux termes de la loi du 24 avril, 3 et 13 mai 1851, la ligne du chemin de fer de l'Ouest devait pénétrer dans Paris par deux côtés, la rive droite de la Seine et la rive gauche. L'existence simultanée des deux chemins de fer de Versailles avait sans aucun doute dicté cette résolution prise par l'assemblée nationale : pour les deux têtes naturelles des lignes du chemin de fer de l'Ouest, et pouvaient prétendre à obtenir la préférence ; il parut plus juste de partager le profit.
C'est à cette époque que la Compagnie de l'Ouest commença à véritablement faire parler d'elle et à prendre de l'importance. La compagnie concessionnaire du chemin de fer de l'Ouest, substituée par son traité à tous les droits de l'État, devait faire de gros travaux pour, par exemple, terminer l'embarcadère du boulevard du Montparnasse et pour développer celui de la rue Saint-Lazare. Elle devait, en outre, terminer les différentes constructions en voie d'exécution sur tous les points de la ligne. Sur la rive gauche, tout était commencé. Sur la rive droite, tout était à faire. Il fallait tout créer, même les terrains.
Pour mettre la Compagnie de l'Ouest à l'abri de toute éventualité dans la dépense, et pour donner des garanties aux compagnies de Versailles et de Saint-Germain, intéressées à la prompte exécution des travaux, celles-ci avaient entrepris à forfait d'immenses constructions, que les voyageurs des deux lignes voyaient s'élever comme par enchantement. Trois ateliers principaux furent établis entre Paris et Versailles ; le plus important était celui de la gare de Paris, puis celui de Clichy pour l'élargissement de la voie, et enfin celui de Viroflay où la ligne, bifurquant, traversait une vallée profonde, passant au-dessus de la route nationale de Paris à Brest, et venait rejoindre la ligne de la rive gauche.

## Gares parisiennes

Tranchée de la ligne Invalides - Champ-de-Mars. Eugène Trutat, 1900, conservée au Muséum de Toulouse.

La compagnie de L'Ouest fit construire plusieurs gares dans Paris dont deux gares terminales principales — la gare de Paris-Montparnasse (1852, Victor Lenoir et Eugène Flachat) et la gare Saint-Lazare (1889, Juste Lisch) — ainsi que la gare des Invalides (1900, Juste Lisch) et la gare de Pont-Cardinet située à l'origine de la ligne d'Auteuil.
En 1851, la gare Saint-Lazare, terminus Ouest parisien, le plan de voies fut élargi pour créer six groupes de destinations différentes :
- Groupe I : Auteuil
- Groupe II : Versailles-Rive-Droite
- Groupe III : Saint-Germain-en-Laye
- Groupe IV : Argenteuil
- Groupe V : Le Havre (la ligne pour Caen ne fut ouverte qu'en 1855)
- Groupe VI : Mantes via Conflans

### La ligne d'Auteuil

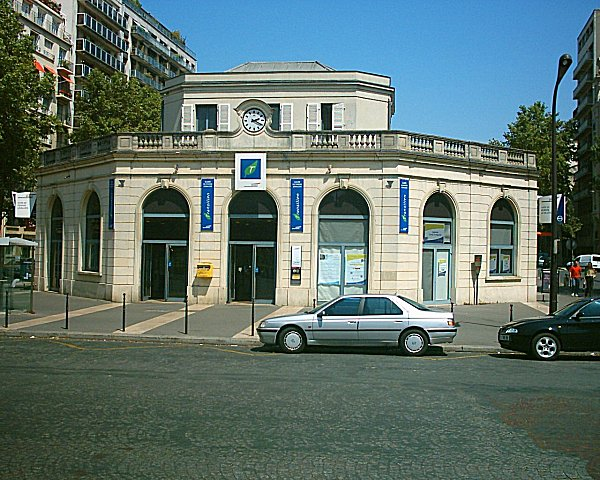
L'ancienne gare de Courcelles - Levallois maintenant faisant partie du RER.

La Compagnie de L'Ouest fut la première à expérimenter le transport de banlieue. La gare Saint-Lazare transportait 13,2 millions de voyageurs par année dès 1931, contre environ 3 millions pour les autres gares parisiennes. En 1854, l'Ouest ouvrit une ligne typiquement parisienne, la ligne d'Auteuil dont l'origine et le terminus étaient situés dans Paris. D'une longueur de 7 km, elle desservait Saint-Lazare, Batignolles, Courcelles - Levallois (Pereire - Levallois aujourd'hui), Neuilly - Porte Maillot, Avenue du Bois de Boulogne (aujourd'hui Avenue Foch), Avenue Henri Martin, Boulainvilliers, Passy-la-Muette et Auteuil-Boulogne. La ligne fut construite en tranchée ouverte sans passages à niveau. Elle était dotée d'élégants bâtiments voyageurs tels que le terminus d'Auteuil et la gare de Courcelles - Levallois. Toutes les gares furent construites à cheval au-dessus des voies avec accès aux voies par escaliers.

## Accidents
- Le 8 mai 1842 la catastrophe ferroviaire de Meudon, un des plus importants accidents de l'histoire ferroviaire française a eu lieu à Meudon : 164 victimes, 55 morts, brûlés vifs (les portes des voitures étant fermées à clé de l'extérieur) dont le célèbre explorateur Dumont d'Urville. Après cet accident, les portes des voitures restèrent ouvertes en permanence.
- Le 22 octobre 1895 à la gare de Paris-Montparnasse, un train express provenant de Granville tamponna le butoir de fin de ligne, défonça la façade de la gare et la machine resta accrochée au dessus de la rue. La seule victime fut la vendeuse de journaux située sur le trottoir à proximité.
- En 1881, il y eut 2064 accidents ferroviaires : 185 déraillements, 190 collisions, 692 accidents sur les lignes. 512 passagers moururent dans ces accidents. C'était tout de même 10 fois moins que dans les transports par diligences.[réf. nécessaire]

## Chronologie des ouvertures de lignes

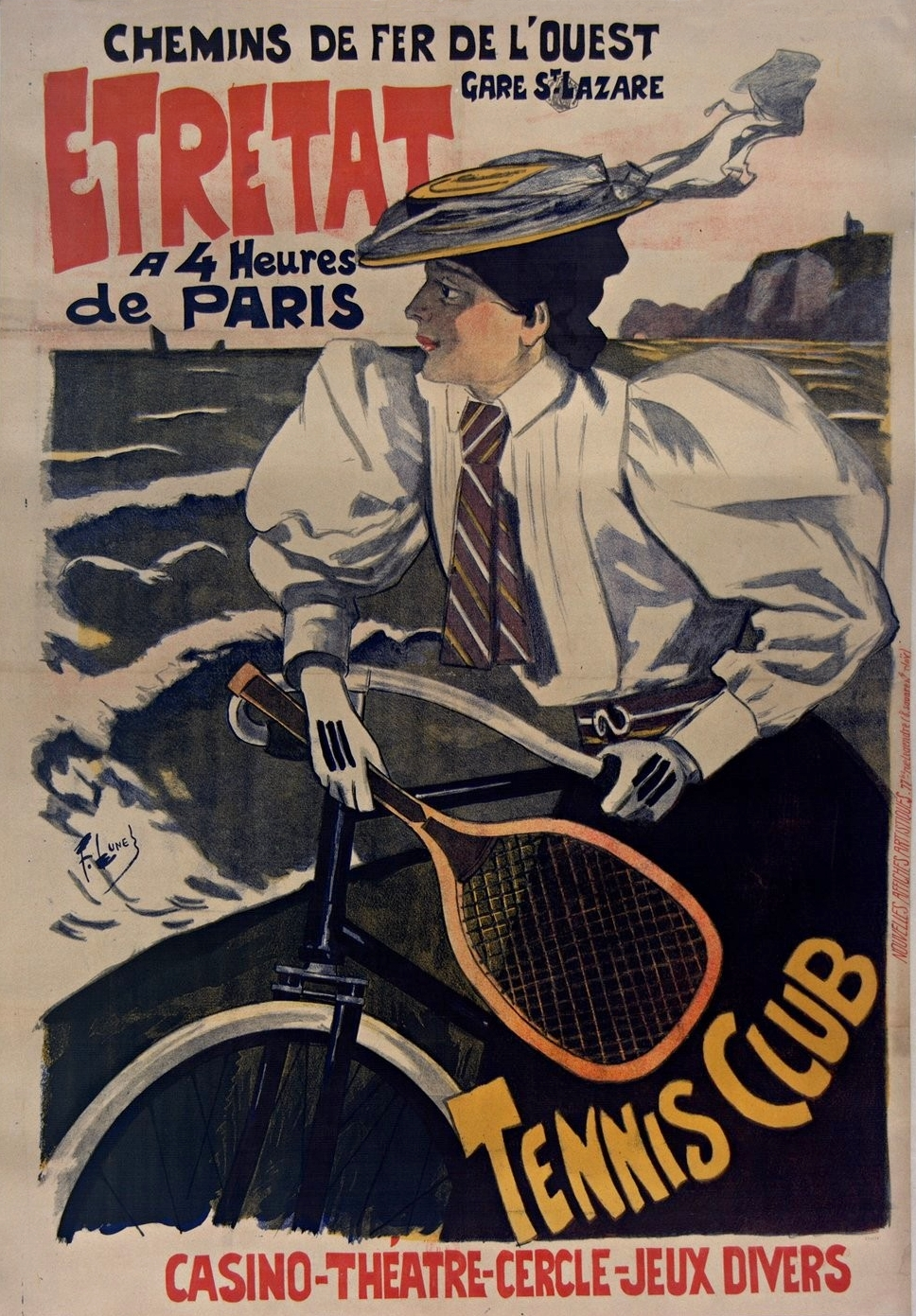
Affiche de Ferdinand Lunel pour les chemins de fer de l'Ouest, 1896.

| Date       | Section                                                                         | Longueur (km) |
| 26/08/1837 | Paris St Lazare - Le Pecq                                                       | 19            |
| 02/08/1839 | Asnières - Versailles Rive Droite                                               | 18            |
| 10/09/1840 | Paris Barrière du Maine - Versailles Rive Gauche                                | 17            |
| 09/05/1843 | Colombes - Rouen Rive-Gauche                                                    | 127           |
| 22/03/1847 | Rouen Saint-Sever - Le Havre                                                    | 94            |
| 14/08/1847 | Le Pecq - Saint-Germain-en-Laye (Fin de la Ligne Paris - Saint-Germain-en-Laye) | 3             |
| 01/08/1848 | Malaunay - Dieppe                                                               | 50            |
| 12/07/1849 | Viroflay - Chartres                                                             | 73            |
| 28/04/1851 | Asnières - Argenteuil                                                           | 4             |
| 20/07/1852 | Viroflay - Porchefontaine                                                       | 1             |
| 07/09/1852 | Chartres - La Loupe                                                             | 36            |
| 16/02/1854 | La Loupe - Nogent-le-Rotrou                                                     | 25            |
| 02/05/1854 | Batignolles - Auteuil                                                           | 7             |
| 01/06/1854 | Nogent-le-Rotrou - Le Mans                                                      | 63            |
| 01/07/1855 | Mantes-la-Jolie - Lisieux                                                       | 133           |
| 14/08/1855 | Le Mans - Laval                                                                 | 89            |
| 29/12/1855 | Lisieux - Caen (gare provisoire à Mondeville)                                   | 49            |
| 25/02/1856 | Beuzeville - Fécamp                                                             | 20            |
| 15/03/1856 | Le Mans - Alençon                                                               | 52            |
| 01/05/1857 | Laval - Rennes                                                                  | 73            |
| 01/05/1857 | Traversée de Caen                                                               | 2             |
| 01/02/1858 | Alençon - Argentan                                                              | 43            |
| 01/07/1858 | Lisieux - Pont-l'Évêque                                                         | 18            |
| 17/07/1858 | Caen - Cherbourg                                                                | 133           |
| 20/11/1858 | Traversée de Fécamp                                                             | 2             |
| 01/02/1859 | Argentan - Mézidon-Canon                                                        | 43            |
| 01/11/1859 | Falaise                                                                         | 7             |
| 01/05/1860 | Lison - Saint-Lô                                                                | 19            |
| 07/07/1862 | Pont-l'Évêque - Honfleur                                                        | 25            |
| 23/03/1863 | Le Mans - Sablé                                                                 | 48            |
| 07/07/1863 | Pont-l'Évêque - Trouville-Deauville                                             | 10            |
| 07/12/1863 | Sablé - Angers                                                                  | 47            |
| 15/06/1864 | Saint-Cyr - Dreux                                                               | 59            |
| 27/06/1864 | Rennes - Saint-Malo                                                             | 81            |
| 24/07/1865 | Serquigny - Oissel                                                              | 57            |
| 02/07/1866 | Argentan - Flers                                                                | 43            |
| 01/10/1866 | Dreux - L'Aigle                                                                 | 60            |
| 05/11/1866 | L'Aigle - Conches                                                               | 40            |
| 06/11/1866 | Laval - Mayenne                                                                 | 20            |
| 23/04/1867 | Saint-Pierre-du-Vauvray - Louviers                                              | 7             |
| 05/08/1867 | L'Aigle - Surdon                                                                | 41            |
| 23/08/1867 | Glos-Montfort - Pont-Audemer                                                    | 17            |
| 16/09/1867 | Flers - Vire                                                                    | 29            |
| 04/10/1867 | Pontoise - Gisors                                                               | 40            |
| 09/11/1868 | Flers - Berjou-Pont-d'Ouilly                                                    | 19            |
| 28/12/1868 | Gisors - Pont-de-l'Arche                                                        | 54            |
| 15/07/1869 | Gisors - Vernonnet                                                              | 36            |
| 14/02/1870 | Rouen Orléans - Petit-Quevilly                                                  | 3             |
| 15/05/1870 | Vernonnet - Vernon                                                              | 2             |
| 03/07/1870 | Vire - Granville                                                                | 57            |
| 25/01/1872 | Fougères - Saint-Brice                                                          | 18            |
| 10/05/1872 | Louviers - Évreux Embranchement                                                 | 26            |
| 10/10/1872 | Saint-Brice - Moidrey                                                           | 29            |
| 01/05/1873 | Vernon - Pacy-sur-Eure                                                          | 19            |
| 06/05/1873 | Alençon - Condé-sur-Huisne                                                      | 66            |
| 10/05/1873 | Caen - Berjou-Pont-d'Ouilly                                                     | 46            |
| 02/06/1873 | Lisieux - Orbec                                                                 | 18            |
| 02/08/1873 | Chartres - Dreux                                                                | 42            |
| 22/12/1873 | Neufchâtel-en-Bray - Dieppe                                                     | 34            |
| 15/04/1874 | Falaise - Berjou-Pont-d'Ouilly                                                  | 28            |
| 18/05/1874 | Flers - Domfront                                                                | 21            |
| 21/09/1874 | Domfront - Mayenne                                                              | 38            |
| 15/08/1875 | Louviers - Caudebec-lès-Elbeuf                                                  | 18            |
| 14/01/1876 | Caudebec-lès-Elbeuf - Elbeuf                                                    | 1             |
| 01/07/1876 | Motteville - Clères                                                             | 22            |
| 01/10/1878 | Harfleur - Montivilliers                                                        | 5             |
| 30/12/1878 | Saint-Lô - Coutances                                                            | 29            |
| 30/12/1878 | Avranches - Dol-de-Bretagne                                                     | 43            |
| 15/06/1879 | Mézidon - Dives-sur-Mer                                                         | 28            |
| 29/12/1879 | Coutances - Lamballe                                                            | 112           |
| 11/06/1880 | Motteville - Cany                                                               | 38            |
| 19/09/1880 | Alençon - Pré-en-Pail                                                           | 27            |
| 22/11/1880 | Sainte-Gauburge - Gacé                                                          | 17            |
| 03/01/1881 | Mamers - Bellême                                                                | 20            |
| 11/04/1881 | Redon - Châteaubriant                                                           | 45            |
| 26/05/1881 | La Ferté-Macé - Couterne                                                        | 15            |
| 26/05/1881 | Pré-en-Pail - Domfront                                                          | 41            |
| 20/06/1881 | Bréauté-Beuzeville - Bolbec                                                     | 5             |
| 20/06/1881 | Barentin - Duclair                                                              | 14            |
| 20/06/1881 | Traversée de Courbevoie                                                         | 2             |
| 27/06/1881 | Questembert - Ploërmel                                                          | 34            |
| 09/10/1881 | Gacé - Ticheville-le-Sap                                                        | 13            |
| 16/10/1881 | Bellême - Mortagne                                                              | 18            |
| 23/10/1881 | Pré-en-Pail - La Selle-en-Luitré                                                | 86            |
| 13/11/1881 | Plouaret - Lannion                                                              | 16            |
| 22/12/1881 | Échauffour - Bernay                                                             | 46            |
| 28/12/1881 | Châteaubriant - Vitré                                                           | 98            |
| 28/12/1881 | Mortagne - L'Aigle                                                              | 37            |
| 29/12/1881 | Mortagne - Sainte-Gauburge                                                      | 35            |
| 24/07/1882 | Auray - Quiberon                                                                | 26            |
| 31/07/1882 | Duclair - Caudebec-en-Caux                                                      | 15            |
| 31/07/1882 | Bolbec - Lillebonne                                                             | 9             |
| 04/09/1882 | Achères - Versailles-Matelots (GC)                                              | 23            |
| 18/09/1882 | La Trinité-de-Réville - Orbec                                                   | 13            |
| 18/09/1882 | Dives - Beuzeval (Houlgate)                                                     | 2             |
| 18/09/1882 | Trouville-Deauville - Villers-sur-Mer                                           | 9             |
| 08/01/1883 | Rouen Rue Verte - Elbeuf                                                        | 23            |
| 30/06/1883 | Raccordement Rouen Saint-Sever - Rouen Rue Verte)                               | 2             |
| 22/10/1883 | Pontorson - Mont-Saint-Michel                                                   | 1             |
| 27/01/1884 | Sottevast - Coutances                                                           | 72            |
| 06/04/1884 | Ploërmel - La Brohinière                                                        | 41            |
| 06/04/1884 | Miniac - La Gouesnière                                                          | 12            |
| 05/05/1884 | Saint-Cloud - L'Étang-la-Ville                                                  | 15            |
| 26/05/1884 | Sablé - Sillé-le-Guillaume                                                      | 44            |
| 20/07/1884 | Beuzeval (Houlgate) - Villers-sur-Mer                                           | 9             |
| 18/05/1885 | Châteaubriant - Saint-Nazaire                                                   | 72            |
| 18/05/1885 | Saint-Mars-la-Jaille - Nantes                                                   | 49            |
| 22/08/1885 | Eu - Dieppe                                                                     | 37            |
| 27/07/1886 | Verneuil - Damville                                                             | 28            |
| 22/08/1886 | Caen - Aunay-Saint-Georges                                                      | 32            |
| 18/04/1887 | Saint-Brieuc - Légué                                                            | 6             |
| 10/07/1887 | Dinan - Dinard                                                                  | 18            |
| 21/08/1887 | Dreux - Maintenon                                                               | 25            |
| 18/12/1887 | Mortain - Vire                                                                  | 30            |
| 20/12/1887 | Saint-Aubin - Évreux Embranchement                                              | 7             |
| 02/01/1888 | Évreux Embranchement - Le Neubourg                                              | 24            |
| 01/07/1888 | Le Neubourg - Glos-Montfort                                                     | 24            |
| 01/07/1888 | Saint-Aubin-du-Vieil-Évreux - Damville                                          | 20            |
| 02/12/1888 | Pouancé - Laval                                                                 | 58            |
| 01/05/1889 | Javel - Puteaux                                                                 | 12            |
| 08/06/1889 | Pont-Audemer - Quetteville                                                      | 16            |
| 16/06/1889 | Pontaubault - Mortain-Le Neufbourg                                              | 39            |
| 11/07/1889 | Saint-Georges-du-Mesnil - Prey                                                  | 24            |
| 11/11/1889 | Verneuil- La Loupe                                                              | 39            |
| 01/06/1891 | Aunay-Saint-Georges - Vire                                                      | 40            |
| 03/04/1892 | Auneau - Maintenon                                                              | 25            |
| 03/04/1892 | Saint-Lô - Guilberville                                                         | 25            |
| 01/06/1892 | Argenteuil - Mantes                                                             | 52            |
| 12/11/1893 | Domfront - Romagny                                                              | 27            |
| 08/07/1894 | Carentan - La Haye-du-Puits                                                     | 22            |
| 08/07/1894 | Fougères - Saint-Hilaire-du-Harcouët                                            | 36            |
| 22/06/1895 | Les Ifs - Étretat                                                               | 15            |
| 31/05/1896 | Saint-Pierre-du-Vauvray - Les Andelys                                           | 17            |
| 26/07/1896 | La Brohinière - Dinan                                                           | 38            |
| 09/08/1896 | Châteaubriant - Messac                                                          | 41            |
| 14/08/1896 | Rolleville - Montivilliers                                                      | 6             |
| 24/12/1896 | Rolleville - Les Ifs                                                            | 22            |
| 20/02/1898 | Dieppe - Saint-Vaast-Bosville                                                   | 37            |
| 12/04/1900 | Courcelles - Champ-de-Mars                                                      | 4             |
| 12/04/1900 | Champ-de-Mars - Invalides                                                       | 4             |
| 30/08/1900 | Epône - Plaisir-Grignon                                                         | 18            |
| 25/10/1900 | Cany - Fécamp                                                                   | 24            |
| 01/07/1901 | Issy-les-Moulineaux - Meudon-Val-Fleury                                         | 4             |
| 19/08/1901 | Blain - La Chapelle-sur-Erdre                                                   | 29            |
| 31/05/1902 | Meudon-Val-Fleury - Viroflay Rive Gauche                                        | 6             |
| 03/08/1902 | Coutances - Regnéville                                                          | 8             |
| 05/04/1903 | Messac - Ploërmel                                                               | 51            |
| 13/07/1907 | Charleval - Vascœuil                                                            | 10            |

## Matériel roulant

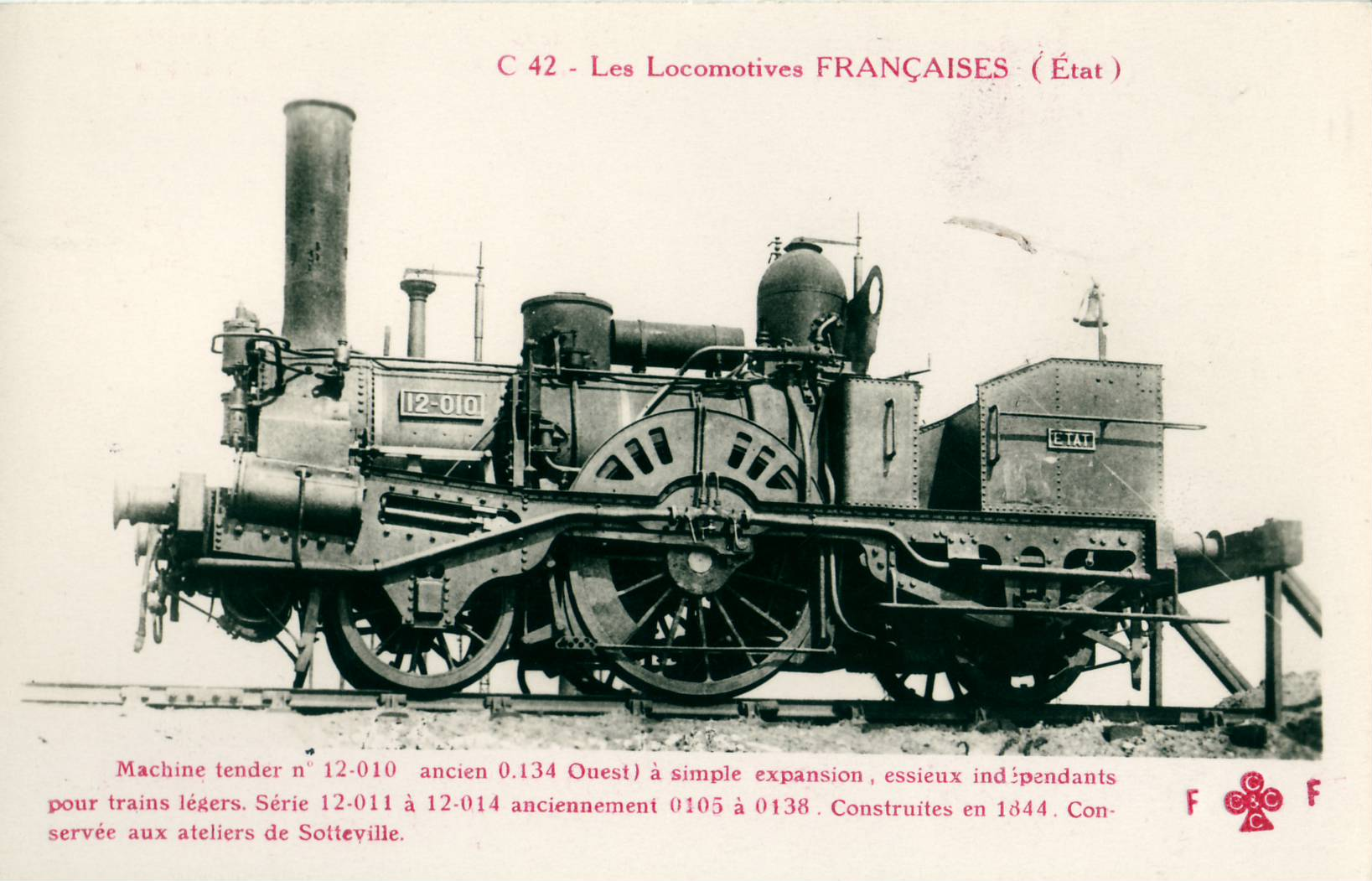
Locomotive tender type 111T no 0.134 de la Compagnie de l'Ouest.
Cette machine provient de la transformation d'une machine construite pour le Chemins de fer de Paris - Rouen et Rouen - Le Havre, immatriculée série 101 à 150 pour la Compagnie de l'Ouest en 1855 et tendérisée vers les années 1883 afin de leur donner plus d'adhérence.

Voir une liste partielle ici : Matériel roulant de la Compagnie de l'Ouest

## La compagnie
Au 1er janvier 1841, une enveloppe de 54 millions environ fut inscrite au budget de l'État, et des concessions accordées sur 868 kilomètres.
Le crédit voté par la loi de 1842 était de 126 millions ; en même temps une loi concédait le chemin de fer de Rouen au Havre, avec une subvention de 8 millions et un prêt de 14 millions, dont 4 millions pour le chemin de fer de Paris à Rouen, chargé de la moitié de la traversée de cette ville.
En 1844, diverses lois ouvrirent au ministre des travaux publics des crédits jusqu'à concurrence de 310 millions. En 1845, 24 millions furent ajoutés à ces crédits. En 1846, de nouveaux classements ou des insuffisances reconnues firent inscrire au budget une somme de 143 millions.
À la fin de 1851, 657 millions environ avaient été dépensés par l'État sur les chemins de fer - du Nord, - de Strasbourg, - de Lyon, - d'Orléans à Bordeaux, - de Tours à Nantes, - d'Orléans à Vierzon et sur le centre de la France, - d'Avignon à Marseille, - de Versailles à Rennes, - de Montpellier à Nîmes, - et du système atmosphérique.
Pour ce qui concerne l'Ouest, une concession pour la ligne de Versailles à Rennes fut accordée le 13 mai 1851, soit 388 kilomètres.
Le 10 octobre 1856, la ligne de Paris à la Méditerranée fut achevée, et on pouvait alors circuler du Havre à Marseille.
En 1857 fut inaugurée la ligne du chemin de fer de Rennes, avec l'ouverture de la section de Laval à Rennes, avec ce commentaire daté du 9 mai 1857 dans l'Illustration : « C'est de Laval qu'est parti le premier train à grande vitesse, dont le passage, dans cette contrée classique de la superstition et de la sainte ignorance, va introduire les usages et les habitudes qui doivent faire bientôt rentrer la Bretagne dans le concert de notre civilisation… »
En 1886, la Compagnie de l'Ouest occupait à Paris un personnel de 700 agents. La gare Saint-Lazare, comptait en 1885 12.125.023 voyageurs expédiés (dont 10.579.168 sur la banlieue) et Montparnasse 1.902.211. En tout, 25 millions de mouvements de voyageurs à Saint-Lazare et 4 millions à Montparnasse.
Le 21 novembre 1891, on pouvait encore lire dans l'Illustration à propos de l'épineux problème du chauffage des trains : « La Compagnie de l'Ouest paraît disposée à généraliser l'emploi d'un thermosiphon fort bien étudié par ses ingénieurs, et en service pendant l'hiver dernier sur la ligne de Saint-Germain ; en service actuellement sur la ligne de ceinture pour les premières classes seulement ».

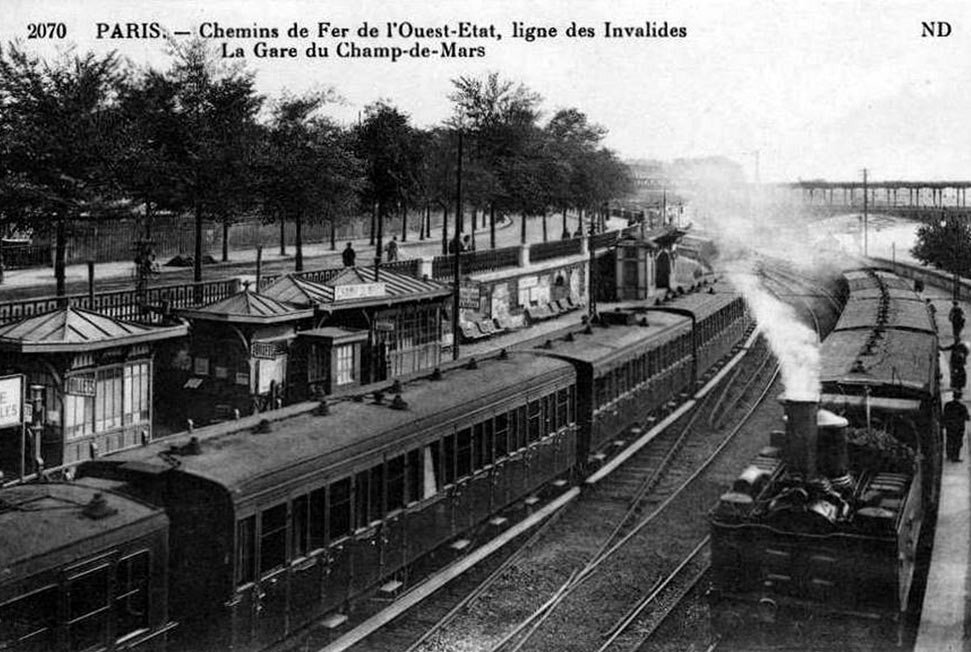
Gare du Champ de Mars - Tour Eiffel.
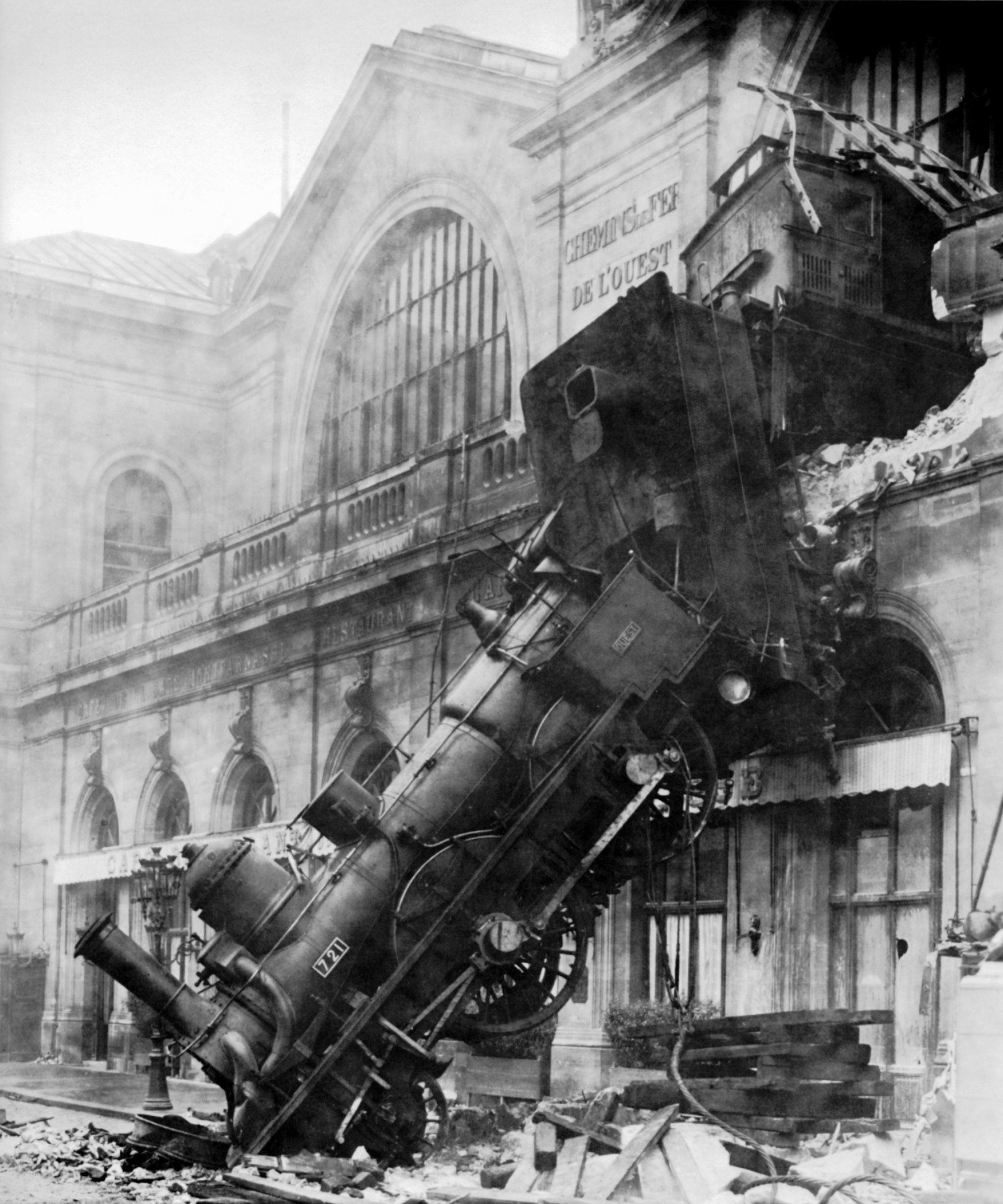
Accident de 1895 à Montparnasse.
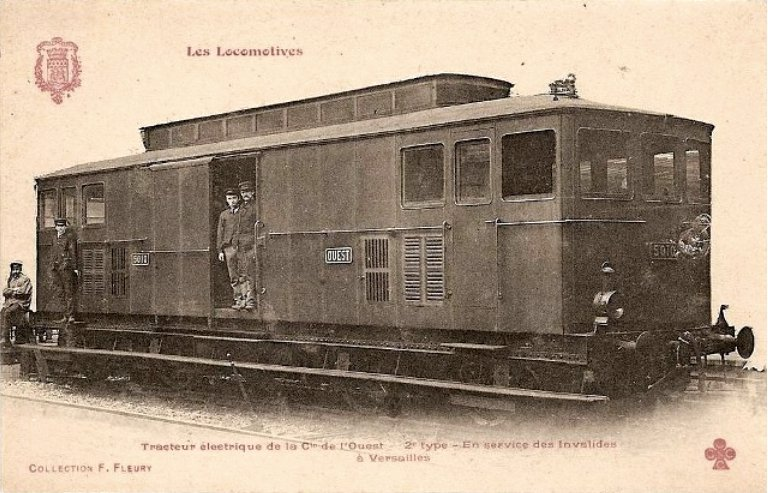
Locomoteur 5000, pour l'électrification de la ligne des Invalides en 1900.
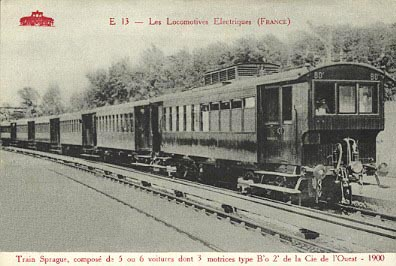
Automotrice électrique Sprague de 1902.